# Joan Monleón
Joan Monleón Novejarque (Valencia, 18 de octubre de 1936- Valencia, 28 de diciembre de 1999) fue un actor, cantante y presentador de televisión español que desarrolló la mayor parte de su carrera en la Comunidad Valenciana. Entre sus trabajos más conocidos, se encuentran su trayectoria en el grupo de folk Els Pavesos y la presentación del programa El show de Joan Monleón en Canal 9 desde 1989 hasta 1997.

## Biografía
Monleón comenzó su carrera artística como actor de teatro, afición que compaginaba con la halterofilia y con un trabajo en horchatería. En los años 1970 saltó a la fama al frente del grupo de música folk Els Pavesos, una formación satírica  con espíritu crítico que recuperaba canciones del folklore valenciano. Más tarde, pasó a actuar en espectáculos de revista, comedias, y en más de una veintena de películas como actor de reparto, llegando incluso a trabajar con Luis García Berlanga (en Moros y Cristianos) y Ventura Pons. En los años 1980 participa en el primer programa de radio en valenciano, De dalt a baix, en Radiocadena Española.
En los años 1990, y al albor del nacimiento de la televisión pública valenciana Canal 9, la dirección del ente público le encarga a Joan Monleón la presentación de un programa de variedades, El show de Joan Monleon. En ese formato se combinaba el género del concurso y otros como la entrevista o el talk show con elementos de la cultura popular valenciana. Dicho programa se mantuvo desde 1989 hasta 1992, y le convirtió en uno de los rostros más populares del canal de televisión. En esa cadena presentó también el programa Fem un pacte, que se emitió en 1996.
Tras abandonar el programa, Monleón regresó a la radio en la emisora valenciana Radio 9, y continuó realizando colaboraciones en obras de teatro y películas, así como otras apariciones puntuales en la televisión. Más tarde, se retiró del mundo del espectáculo. En 2008, fue homenajeado en el festival de cine Inquiet por su aportación cultural.
Joan Monleón falleció el 28 de diciembre de 2009 a causa de una afección cardiaca.

## Filmografía
- El virgo de Visanteta (1979)
- Visanteta, esta-te queta (1979)
- El vicari d'Olot (1980)
- Con el culo al aire (1980)
- Jalea real (1981)
- Las aventuras de Zipi y Zape (1981)
- Los pornoaficionados (1982)
- El fascista, doña Pura y el follón de la escultura (1983)
- Que nos quiten lo bailao (1983)
- Un genio en apuros (1983)
- La gran quiniela (1984)
- Un, dos, tres... ensaïmades i res més (1985)
- La rossa del bar (1985)
- Moros y cristianos (1987)
- Daniya, jardí de l'harem (1988)
- Amanece como puedas (1988)
- Puta misèria! (1989)
- Rencor (2002)